# Luís Freire Neto
Luís de Barros Freire Neto, ou apenas Luís Freire, (Recife, 12 de fevereiro de 1957) é um arquiteto, urbanista e político brasileiro, outrora deputado federal por Pernambuco.

## Dados biográficos
Filho de Marcos de Barros Freire e Maria Carolina Vasconcelos Freire. Graduado em Arquitetura e Urbanismo em 1980 pela Universidade de Brasília, fez carreira política no PMDB, onde elegeu-se deputado estadual em 1982 e deputado federal em 1986. Membro da Assembleia Nacional Constituinte responsável pela Constituição de 1988, foi eleito prefeito de Olinda no mesmo ano. Findo o mandato, mudou-se para Brasília, dedicando-se ao setor de hotelaria.
Seu pai exerceu longa carreira política em Pernambuco, seu tio, José Carlos Vasconcelos, foi deputado federal pelo respectivo estado, e seu avô, Luís Freire, foi um dos pioneiros da ciência no Brasil.